# Călărași, Cluj
Călărași, colocvial Hărăstaș, alternativ Hărastăș, (în maghiară Harasztos, în germană Wahldorf)), este satul de reședință al comunei cu același nume din județul Cluj, Transilvania, România.

## Istoric
Pe Harta Iosefină a Transilvaniei din 1769-1773 (Sectio 125) apare sub numele de Harasztos. 
La sud-est de sat pe hartă sunt marcate prin "Gericht" și prin semnul π două locuri publice de pedepsire a delicvenților în perioada medievală. Cele două locuri se găsesc la distanță unul față de celălalt, pe vârfurile a două dealuri, situate de o parte și alta a unui șirag de lacuri.
Până în anul 1876 localitatea a aparținut Scaunului Secuiesc al Arieșului.

## Galerie de imagini

Comuna Călăraşi și satele componente
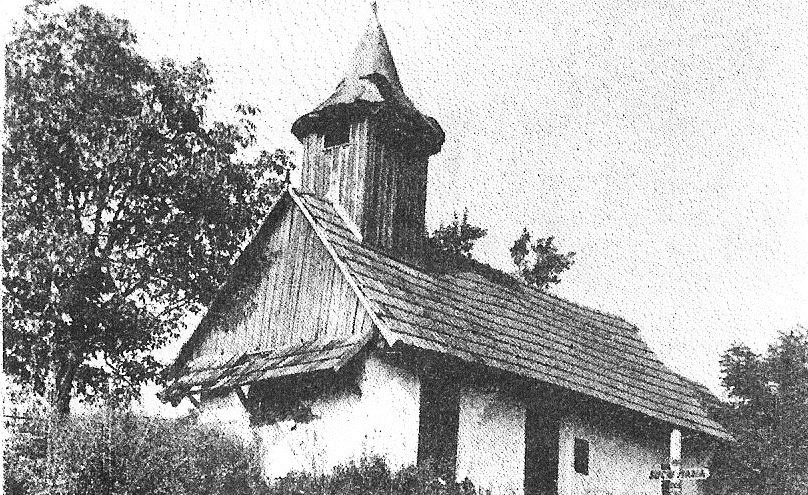
Biserica Greco-Catolică de lemn din Călărași, adusă aici de la Câmpia Turzii in 1912

## Legături externe
- Materiale media legate de Călărași la Wikimedia Commons
- Călărași, satul „frunzelor de stejar“